# Dieter Goldbach
Dieter Goldbach (* 7. Februar 1952) ist ein ehemaliger deutscher Fußballspieler.

## Leben
Goldbach spielte bis 1974 beim HSV Barmbek-Uhlenhorst. Vom Hamburger Abendblatt wurde der Mittelfeldspieler in die Mannschaft des Jahres der Regionalliga-Saison 1973/74 aufgenommen, er war für Barmbek-Uhlenhorst in diesem Spieljahr auf 2935 Einsatzminuten und sieben Tore gekommen.
Während der Sommerpause 1974 wechselte er zu Borussia Dortmund. In seinem zweiten Einsatz für Dortmund in der neu gegründeten 2. Fußball-Bundesliga traf Goldbach Ende August 1974 auf seine vorherige Mannschaft HSV Barmbek-Uhlenhorst und erzielte den Treffer zum 2:1-Endstand. Er stand 1974/75 in insgesamt 22 Zweitligaspielen für die Borussia auf dem Platz. Von 1975 bis 1977 spielte Goldbach in derselben Liga für Union Solingen (36 Spiele, fünf Tore).